# Vesterøya
59°6′5.79″N 10°15′19.41″Ø / 59.1016083°N 10.2553917°Ø
Vesterøya er en halvø ud for Sandefjord i Vestfold fylke i Norge. Den avgrænses i vest af Sandefjordsfjorden og i øst af Mefjorden. Vesterøya består af boligområder, industri og fritidområder. 

## Historie
Vesterøya og nabohalvøen Østerøya var tidligere ægte øer, så  det i 800-tallet var muligt at sejle indenskærs mellem Sandefjord og Tønsbergfjorden.
Under den tyske okkupation af Norge under anden verdenskrig blev Folehavna fort anlagt yderst på halvøen. Dele af anlægget blev overtaget af Kystartilleriet, men den militære aktivitet blev nedlagt i 1993. Området er i dag et fritidsområde.

## Strande
- Asnes
- Tangen
- Sjøbakken
- Langeby
- Albertstranda (østre Langeby)
- Vøra
- Fruvika
- Grubesand
- Folehavna
- Langestrand
- Ormestadvika

- Langeby Strand
- Vøra
- Tangen nord
- Tangen syd